# Malzy
Malzy é uma comuna francesa na região administrativa de Altos da França, no departamento de Aisne. Estende-se por uma área de 10,3 km². Em 2010 a comuna tinha 204 habitantes (densidade: 19,8 hab./km²).